# Ophiothyreus
Ophiothyreus is een geslacht van slangsterren uit de familie Ophiolepididae.

## Soorten
- Ophiothyreus goesi Ljungman, 1872